# Bourdalou

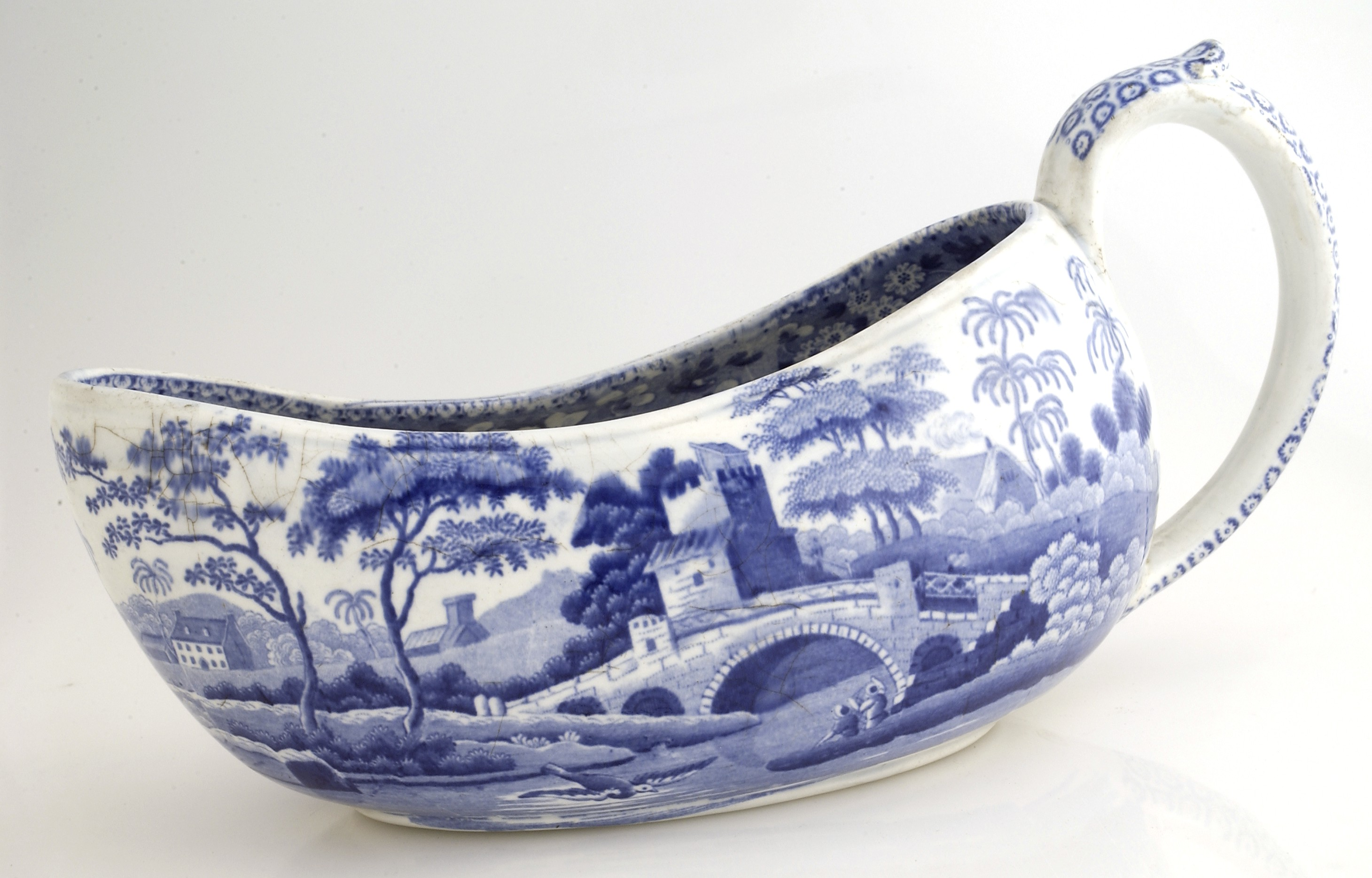
Blauw gedecoreerde bourdalou van aardewerk.

Een bourdalou is een po of ondersteek die in de 18e en 19e eeuw door dames uit de hogere standen werd gebruikt om in te plassen. Het kan gezien worden als een po voor onderweg. 
Het wordt ook wel koetspot genoemd omdat de po ook bij lange reizen in een koets werd meegenomen.

## Gebruik

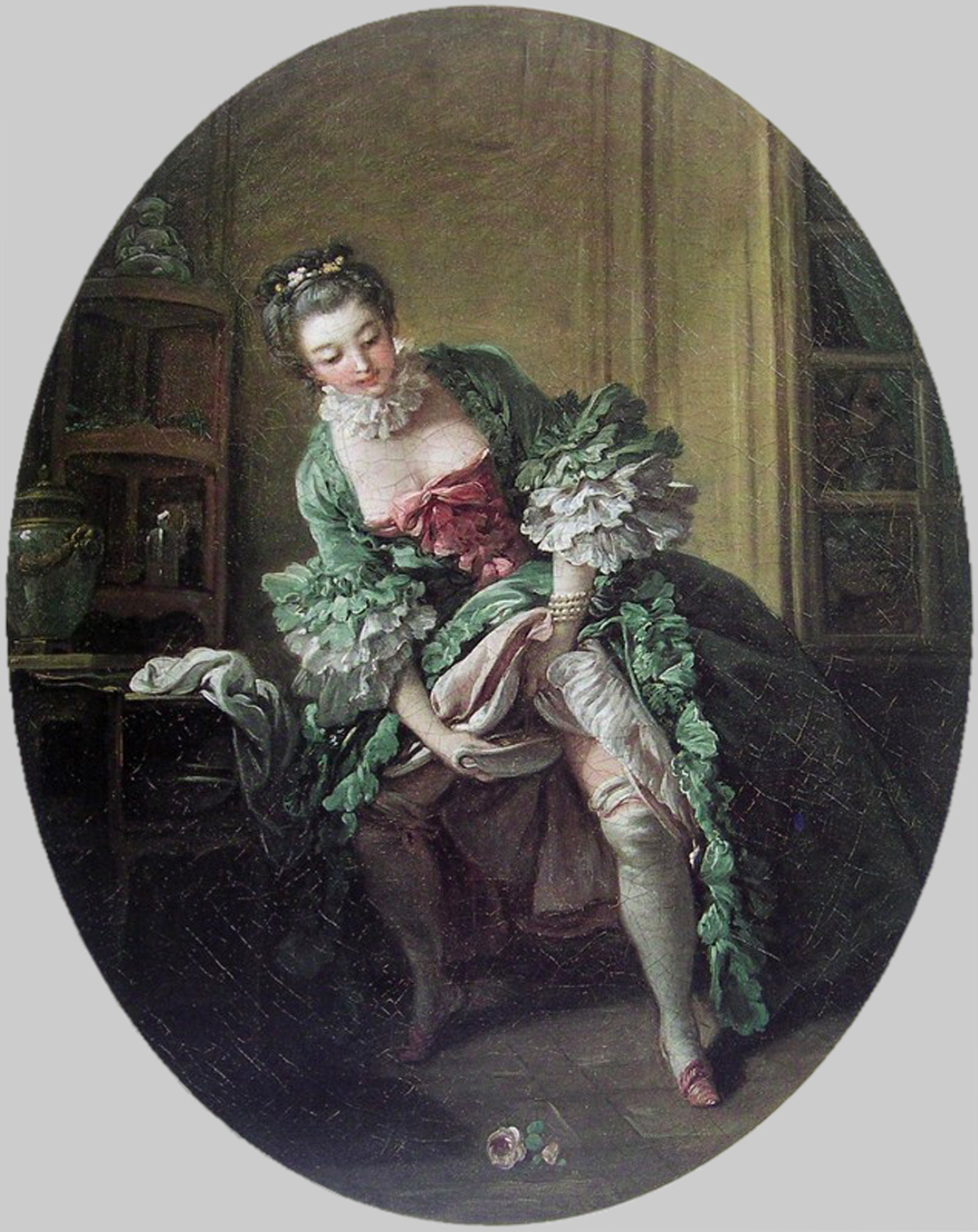
Schilderij van François Boucher, jaren 1760

Een vrouw kon de bourdalou in staande houding gebruiken. De po is smal en langwerpig en heeft een handvat om hem met een hand goed vast te houden. De andere hand werd gebruikt om de rokken mee op te tillen. Na gebruik werd de bourdalou geleegd door een dienstmeisje. Vrouwen droegen in deze tijd geen onderbroek. 
Naar verluidt werd een bourdalou ook meegenomen op reis, of bij een theaterbezoek. Er bestaan ook varianten met een deksel.

## Geschiedenis
Het gebruik van de Bourdalou dateert vermoedelijk uit 1700. De naam zou volgens een legende ontleend zijn aan de beroemde jezuïet Louis Bourdaloue, die preekte aan het aan het hof van koning Lodewijk XIV. Deze preken zouden zo boeiend zijn geweest dat de dames urenlang naar de retorische vaardigheden van de priester luisterden. Om niet midden in de preek de kerk te hoeven verlaten vanwege een intieme noodzaak, zouden vrouwen een juskom mee de kerk in hebben genomen om deze voor een ander doeleind te gebruiken. Er is echter geen bewijs dat de naam van deze prediker afkomstig is, of dat er eerst een juskom gebruikt werd. Er wordt ook wel gedacht dat een gevlochten tres die rond een hoed gewikkeld werd naar deze prediker genoemd is. Ook dat is onwaarschijnlijk, want deze prediker vond juist dat men eenvoudig moest zijn. In Frankrijk kent men ook een tarte Bourdaloue, met amandelen en peren, die genoemd is naar een banketbakker uit de Parijse Rue Bourdaloue.
De porseleinfabrikanten namen deze mode over en maakten porseleinen opvangbekkens die leken op de juskom, maar die qua maat en vorm overeenkwamen met het nieuwe beoogde gebruik. De draagbare po ontwikkelde zich in korte tijd tot een luxe product, voorzien van kostbare versieringen. De Franse koningin Marie Amélie van Bourbon (1782 - 1866) had een bourdalou op haar slaapkamer staan. De decoratie was vaak in overeenstemming met de mode van de tijd, maar in een enkel geval pikant. Op de bodem van de po werd een oog geschilderd, met de Franse tekst "Petit coquin je te vois" (kleine boef, ik zie je) of "au plaisir des dames" (voor het plezier van de dames).
De po werd ook veel binnenshuis gebruikt, tot de introductie van het watercloset.
De bourdalous werden tot ca. 1955 in de Nederlandse aardewerkfabrieken in Maastricht gemaakt.

## Museumcollecties (selectie)

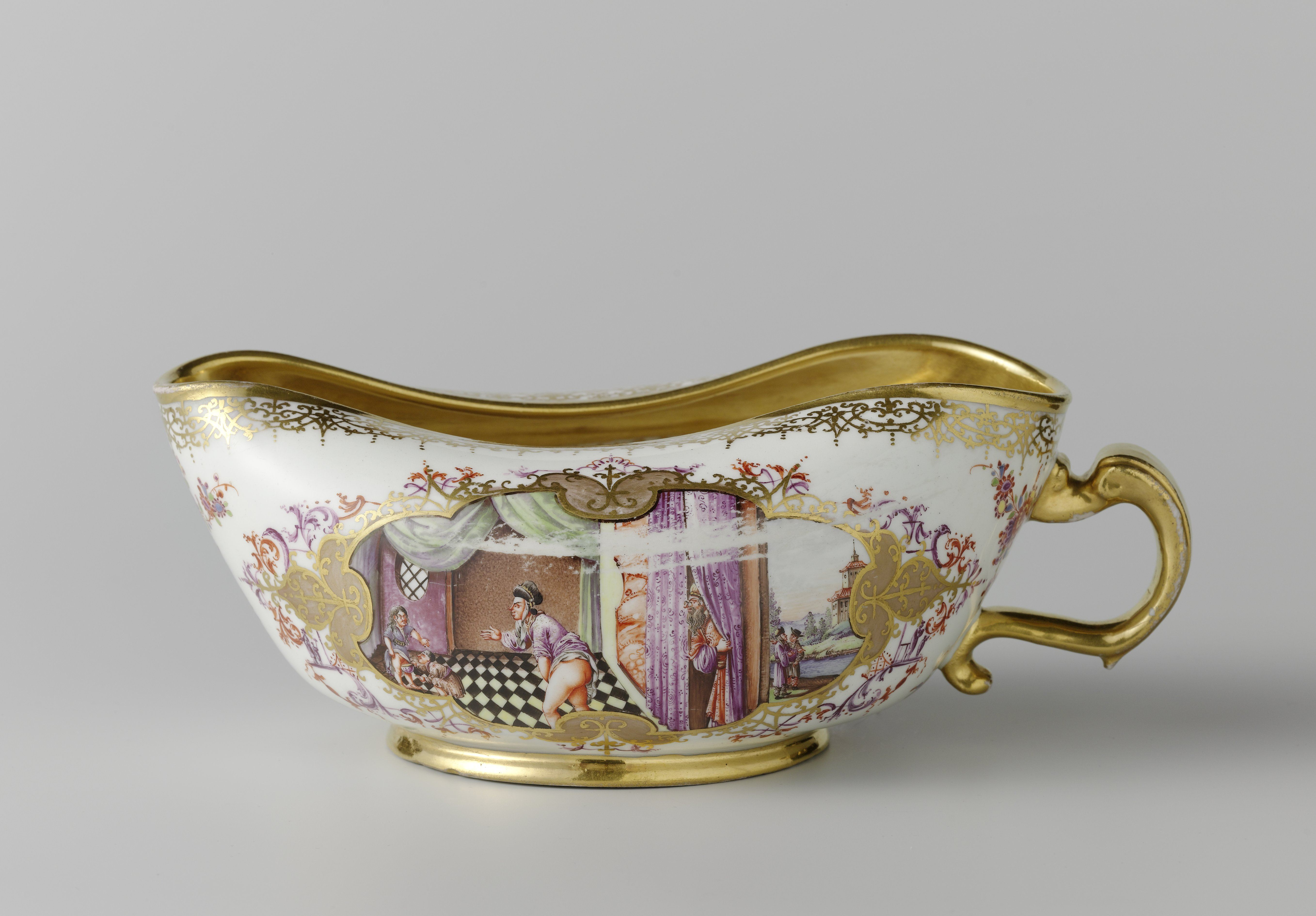
Bourdalou uit Rijksmuseum, Meissen porselein

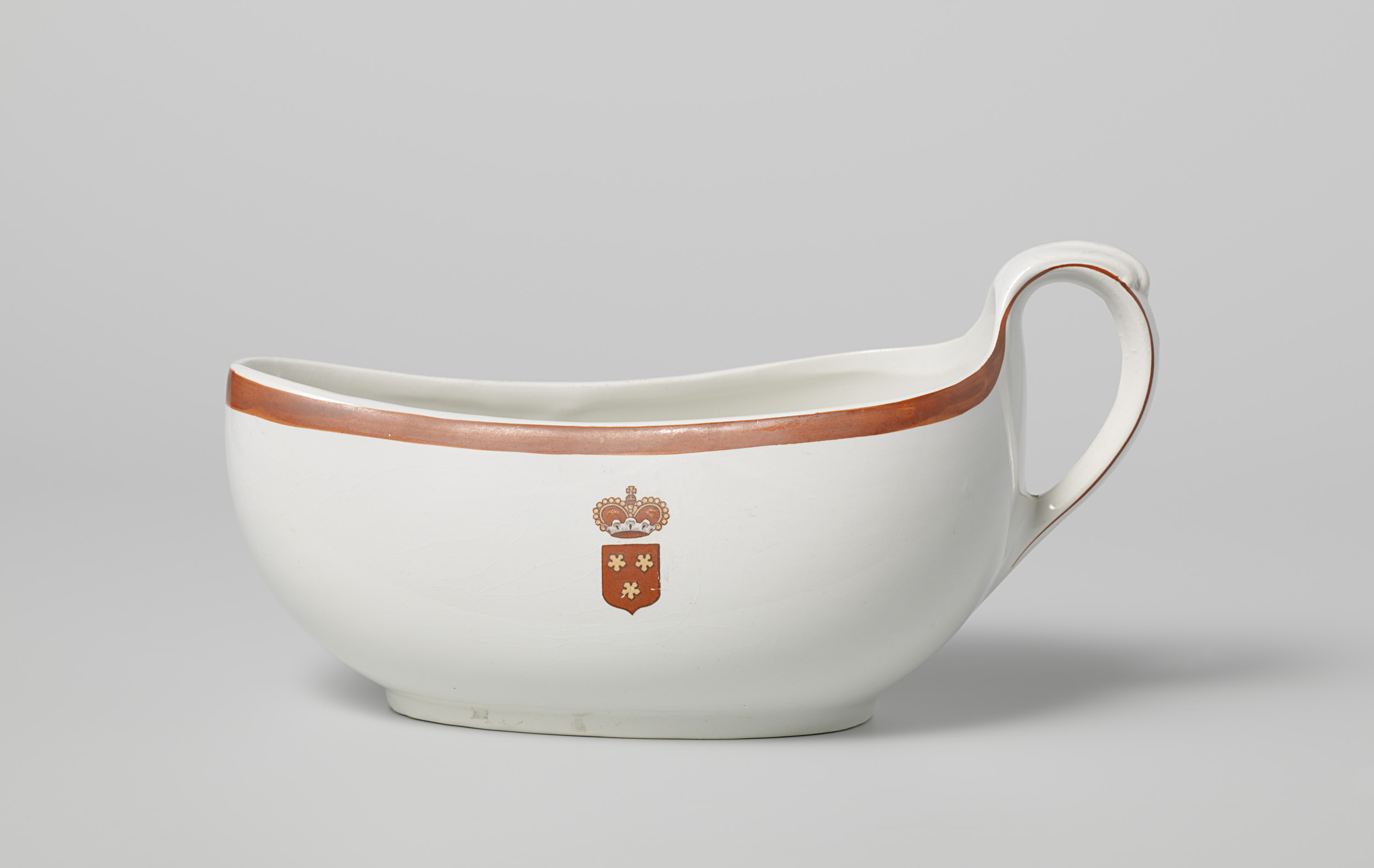
Bourdalou van Villeroy & Boch uit Rijksmuseum, 1874

Het Rijksmuseum Amsterdam heeft een bourdalou van Meissen porselein uit de jaren 1730-1735. Deze is rijk versierd met aan de zijkant een schunnige afbeelding. Een keurige variant in het Rijksmuseum is een bourdalou van Villeroy & Boch uit 1874, versierd met een rode bies en het wapen van de Hertog van Arenberg. 
In Duitsland is een bourdalou te zien in de porseleincollectie van de Dresden Zwinger. Die is geplaatst in een vitrine tegenover de toiletten. Ook de Meissen collectie van de Stiftung Ernst Schneider in Schloss Lustheim bij München heeft een bourdalou, evenals de collectie Ludwig Glanz des Barok in het oude stadhuis in Bamberg. In Wenen is een bourdalou te zien in het Porseleinmuseum in Augarten. Ook het Oostenrijkse toiletmuseum in Gmunden heeft enkele exemplaren. 
In de collectie van het Louvre zitten ten minste tien bourdalous.